# 溫國智
溫國智（1980年5月21日—），出生於花蓮縣，人稱「台菜小天王」以及「麻辣教父」。台灣知名廚師、大學教師、節目特約廚師、國際烹飪競賽選手。2013年，獲得第51屆台灣十大傑出青年。師承水蛙師，堅持尊重食材、善待食材、珍惜食材，堅持不使用味精、甘甜劑等添加物。

## 經歷
- 台灣美食展會鱠鮮館規劃人員
- 台北市政府美食之都評審委員
- 台北市商圈規劃特聘廚師評審
- 國片電影記者會特聘廚師
- 高雄餐旅大學餐旅講座專任講師
- 行政院勞工委員會專任講師
- 台中市餐旅協會特聘技術顧問
- 台北廚藝協會特聘技術顧問
- 廚藝雅集教學講師
- 醒吾技術學院餐旅管理系技術講師
- 實踐大學兼任技術助理教授
- 北台灣科技技術學院餐飲管理系技術講師
- CAS食品廚藝競賽總決賽評審
- CAS食品廚藝競賽初賽評審
- 馬偕護專全國輕食大賽指導老師
- 全國豬肉大賽指導老師
- 黃金雞廚藝比賽指導老師
- 馬偕護專餐飲管理科兼任技術講師
- 世界邀請賽團體組總冠軍

### 餐廳
- 嚐嚐九九餐廳料理長
- 奇真餐廳副主廚
- 和喜弁当

### 美食節目
- 台視《美食好簡單》特約廚師
- 東風衛視《料理美食王》特約廚師
- 中天娛樂台《冰冰好料理》特約廚師
- 台視《健康好簡單》特約廚師
- TVBS歡樂台《吃飯皇帝大》特約廚師

## 得獎紀錄
- 經濟部美味大師(2009)
- 經濟部十大美食名廚新秀(2008)
- 北京世界烹飪大賽熱菜組金牌、點心組特金牌(2008)
- 台灣美食展國內廚藝競賽團體組總冠軍(2008)
- 中華美食展客家菜廚藝競賽銀鼎獎(2006)
- 陽明醫院廚藝競賽金牌(2004)
- 高雄易牙廚藝競賽金牌(2000)
- 技能技藝競賽南區金牌(2000)
- 全國技能技藝競賽中餐烹調全國總冠軍(2000)
- 義結金蘭廚藝競賽銀牌(1999)
- 中央日報廚藝競賽金牌(1999)
- 康寶雞粉廚藝競賽銀牌(1998)

## 著作
- 美食好簡單第一集
- 美食好簡單第二集
- 美食好簡單第三集
- 百元熱炒新菜色
- 超省錢廚房39元出好菜